# Chabarnoje
Chabarnoje (ros. Хабарное) – wieś (sieło) w Rosji, w obwodzie orenburskim, w okręgu miejskim Nowotroicka. W 2010 liczyła 1701 mieszkańców.